# Paradoxul lui Condorcet
Paradoxul lui Condorcet sau paradoxul votului reprezintă o situație semnalată de către marchizul de Condorcet la sfârșitul secolului al XVIII-lea, în care se arată că preferințele colective sunt ciclice (non tranzitive), chiar dacă preferințele individuale nu sunt. În cele anterior arătate paradoxul este prezent, pentru că implică faptul că voința majorităților intră în conflict intre ele (unele cu altele), cu alte cuvinte, este posibil ca sistemul procedural al vreunei sesiuni de alegere să dezmintă criteriul "întotdeauna un câștigător." Când acest lucru se întâmplă, de obicei, este din cauză că majoritatea persoanelor în conflict sunt formate de diferite grupuri de indivizi.

## Exemplu
Dacă într-o sesiune de alegeri sunt trei candidați, A, B, C și sunt trei votanți (1, 2, 3), ale căror preferințe sunt (enumerate în ordine descrescătoare):
Votantul 1: A, B, C
Votantul 2: B, C, A
Votantul 3: C, A, B
Dacă se declară învingător candidatul A, se poate argumenta că, în realitate, C ar trebui să câștige pentru că:
- doi votanți (2 și 3) sunt de părere că C este un candidat mai bun decât A;
- doar un votant (1) preferă candidatul A, candidatului C.

Fiind candidatul C preferat candidatului A cu o majoritate de voturi, candidatul A, nu poate, in realitate, sa se declare învingător.
Dar argumentul descris mai sus, arată, de asemenea, că B este preferat de majoritatea votanților, candidatului C, deci C nu poate fi declarat câștigător. Și din nou, argumentul presupune că B nu poate fi câștigătorul alegerilor pentru că o majoritate a alegătorilor preferă candidatul A, candidatului B. Prin urmare, postulatele regulii majorității nu produce un câștigător în această situație. Deși exemplul anterior este o simplificare extremă, paradoxul lui Condorcet poate apărea în cadrul unor alegeri mai complexe.
Paradoxul Condorcet ilustrează faptul că persoana care poate reduce alternativele, dispune în esență, de capacitatea de a ghida alegerea. De exemplu, dacă votanții 1 și 2 își scot în față candidații lor preferați (A, respectiv B), și dacă votantul 3 este dispus să renunțe la a-și da votul său lui C, atunci acest cel de-al treilea votant poate alege între A și B devenind astfel votantul decisiv.
Atunci când se utilizează metoda lui Condorcet⁠(d) pentru a se determina rezultatul, apariția acestui paradox printre buletinele de vot conduce la consecință că nu există un învingător Condorcet (un candidat, care este comparat cu fiecare din ceilalți candidați, este preferat de mai mulți votanți). Diferitele variante ale metodei de Condorcet diferă în modul în care acestea rezolvă ambiguitățile circulare (dacă acestea există), pentru a selecta un câștigător. Rețineți că nu există o soluție deterministă și justă în acest banal exemplu pentru că toți candidații se găsesc într-o situație complet simetrica.